# Azonositás
Azonositás è un film del 1976 diretto da László Lugossy.